# Triathlon vid panamerikanska spelen
Triathlon vid panamerikanska spelen har spelats sedan 1995.

## Historisk överblick över grenar
| Grenar / År       | 1995 | 1999 | 2003 | 2007 | 2011 | 2015 | 2019 | 2023 |
| ----------------- | ---- | ---- | ---- | ---- | ---- | ---- | ---- | ---- |
| Damernas tävling  | X    | X    | X    | X    | X    | X    | X    | X    |
| Herrarnas tävling | X    | X    | X    | X    | X    | X    | X    | X    |
| Mixedlag-tävling  |      |      |      |      |      |      | X    | X    |

## Medaljsammanfattning

### Damernas tävling
| Spel                | Guld                       | Silver                     | Brons                      |
| Mar del Plata 1995  | Karen Smyers (USA)         | Kristie Otto (CAN)         | Fiona Cribb (CAN)          |
| Winnipeg 1999       | Sharon Donnelly (CAN)      | Carla Moreno (BRA)         | Carol Montgomery (CAN)     |
| Santo Domingo 2003  | Jill Savege (CAN)          | Sheila Taormina (USA)      | Becky Gibbs (USA)          |
| Rio de Janeiro 2007 | Julie Ertel (USA)          | Sarah Haskins (USA)        | Lauren Groves (USA)        |
| Guadalajara 2011    | Sarah Haskins (USA)        | Bárbara Riveros Díaz (CHI) | Pâmella Nascimento (BRA)   |
| Toronto 2015        | Bárbara Riveros Díaz (CHI) | Paola Díaz (MEX)           | Flora Duffy (BER)          |
| Lima 2019           | Luisa Baptista (BRA)       | Vittoria Lopes (BRA)       | Cecilia Pérez Flores (MEX) |
| Santiago 2023       | Lizeth Rueda (MEX)         | María Velásquez (COL)      | Rosa Tapia (MEX)           |

### Herrarnas tävling
| Spel                | Guld                    | Silver                    | Brons                   |
| Mar del Plata 1995  | Leandro Macedo (BRA)    | Mark Bates (CAN)          | Oscar Galíndez (ARG)    |
| Winnipeg 1999       | Gilberto González (VEN) | Hunter Kemper (USA)       | Simon Whitfield (CAN)   |
| Santo Domingo 2003  | Hunter Kemper (USA)     | Vigilio de Castilho (BRA) | Oscar Galíndez (ARG)    |
| Rio de Janeiro 2007 | Andy Potts (USA)        | Brent McMahon (CAN)       | Juraci Moreira (BRA)    |
| Guadalajara 2011    | Reinaldo Colucci (BRA)  | Manuel Huerta (USA)       | Brent McMahon (CAN)     |
| Toronto 2015        | Crisanto Grajales (MEX) | Kevin McDowell (USA)      | Irving Pérez (MEX)      |
| Lima 2019           | Crisanto Grajales (MEX) | Manoel Messias (BRA)      | Luciano Taccone (ARG)   |
| Santiago 2023       | Miguel Hidalgo (BRA)    | Matthew McElroy (USA)     | Crisanto Grajales (MEX) |

### Mixedlag-tävling
| Spel          | Guld                                                                           | Silver                                                                   | Brons                                                                            |
| Lima 2019     | Brasilien · Lusia Baptista · Kauê Willy · Vittoria Lopes · Manoel Messias      | Kanada · Desirae Ridenour · Charles Paquet · Hannah Rose · Alexis Lepage | Mexiko · Cecilia Pérez Flores · Irving Pérez · Claudia Rivas · Crisanto Grajales |
| Santiago 2023 | Brasilien · Miguel Hidalgo · Djenyfer Arnold · Manoel Messias · Vittória Lopes | USA · Seth Rider · Erika Ackerlund · Matthew McElroy · Virginia Sereno   | Kanada · Brock Hoel · Emy Legault · Liam Donnelly · Dominika Jamnicky            |